# Obusier de 520 modèle 1916
L'Obusier de 520 modèle 1916 era un cannone ferroviario francese che venne costruito durante la prima guerra mondiale, ma che non entrò in servizio prima della fine delle ostilità. Un esemplare venne catturato dai tedeschi in seguito alla resa della Francia, nel 1940, ed utilizzato durante l'assedio di Leningrado. Entrambi i cannoni costruiti rimasero distrutti in seguito all'esplosione anticipata di un proiettile all'interno della canna.

## Storia

### Sviluppo
Questi obici vennero ordinati alla Schneider et Cie nel 1916, ma lo sviluppo andò per le lunghe, ed il primo esemplare fu disponibile solo l'11 novembre 1917. Il secondo venne consegnato il 7 marzo dell'anno successivo. I tiri di prova iniziarono in quel periodo.

### Impiego
Complessivamente, ne furono costruiti due soli esemplari. Il primo di questi esplose presso il poligono di Quiberon il 27 luglio 1918, a causa dell'esplosione anticipata nella canna di un nuovo tipo di proiettile.
Il secondo proseguì i tiri di prova, ma non si riuscì ad immetterlo in servizio prima della fine delle ostilità. Questo venne sistemato in un deposito e, a causa della necessità di sottoporlo a lavori di revisione prima dell'impiego in battaglia, non rientrò nel piano di mobilitazione francese del 1939. I tedeschi lo catturarono presso le officine Schneider, prima che potesse sparare un solo colpo in azione contro il nemico.
I tedeschi misero questo grande obice in servizio con il nome di 52 cm Haubitze (E) 871(f) (obice ferroviario francese), e lo assegnarono alla Artillerie-Batterie (E.) 686 (Batteria di Artiglieria Ferroviaria 686). Non riuscì ad essere impiegato nelle prime fasi dell'Operazione Barbarossa, ma venne inviato alla periferia di Leningrado (oggi San Pietroburgo) per prendere parte all'assedio della città. Giunse a destinazione il 21 novembre 1941. Il 5 gennaio 1942 rimase distrutto in seguito all'esplosione anticipata di un proiettile all'interno della canna. I resti abbandonati del cannone vennero catturati dai sovietici nel 1943, durante l'Operazione Iskra.

## Descrizione tecnica
Questi grandi cannoni avevano un'enorme forza di rinculo, che pose problemi tecnici notevoli. Questi furono in parte risolti grazie a dei freni idraulici sistemati sulla canna.
Il cannone doveva essere caricato mentre era ad un'elevazione di zero gradi, e quindi era necessario modificare l'alzo della canna per ogni tiro. Un sistema scorrevole era posto dietro al cannone, in modo da favorire l'arrivo del veicolo per il trasporto di munizioni direttamente alla culatta. Il peso dei proiettili era compreso tra i 1 370 e i 1 654 chili. I meccanismi di elevazione e movimentazione delle munizioni erano alimentati elettricamente tramite un veicolo generatore, che era collegato al cannone grazie a circa 10 m di cavi.